# Alexios Skantarios Komnenos
Alexios Skantarios Komnenos (mittelgriechisch Ἀλέξιος Σκαντάριος Κομνηνός; * 1454; † 1. November 1463 in Konstantinopel) war der letzte Kronprinz im Kaiserreich Trapezunt.

## Leben
Alexios war der Sohn des trapezuntischen Mitkaisers Alexander Komnenos und der Maria Gattilusio; er war somit ein Enkel von Kaiser Alexios IV. Als Kind wurde er um 1454/55 von seinem Onkel Johannes IV. zum Despoten und Thronfolger erhoben, jedoch 1460 von seinem Onkel David Komnenos, dem letzten Kaiser von Trapezunt, verdrängt.
Bei der Eroberung Trapezunts durch die Osmanen im August 1461 wurde Alexios zusammen mit seinen Verwandten gefangen genommen. Er begleitete seine Mutter in den Harem von Sultan Mehmed II. in Konstantinopel. Nach anfänglich guter Behandlung wurde Alexios am 26. März 1463 zusammen mit David und dessen drei Söhnen in Adrianopel verhaftet und am 1. November in der Burg Yedikule hingerichtet.